# Município de Jefferson (condado de Fayette, Ohio)
O município de Jefferson (em inglês: Jefferson Township) é um município localizado no condado de Fayette no estado estadounidense de Ohio. No ano de 2010 tinha uma população de 2.636 habitantes e uma densidade populacional de 16,66 pessoas por km².

## Geografia
O município de Jefferson encontra-se localizado nas coordenadas 39° 39′ 25″ N, 83° 34′ 31″ O. Segundo a Departamento do Censo dos Estados Unidos, o município tem uma superfície total de 158.22 km², da qual 158.03 km² correspondem a terra firme e (0.12%) 0.19 km² é água.

## Demografia
Segundo o censo de 2010, tinha 2.636 habitantes residindo no município de Jefferson. A densidade populacional era de 16,66 hab./km². Dos 2.636 habitantes, o município de Jefferson estava composto pelo 94.92% brancos, o 2.24% eram afroamericanos, o 0.15% eram amerindios, o 0.3% eram asiáticos, o 0.23% eram insulares do Pacífico, o 0.27% eram de outras raças e o 1.9% pertenciam a dois ou mais raças. Do total da população o 1.14% eram hispanos ou latinos de qualquer raça.